# 葛巧红
葛巧红（1970年7月—），女，汉族，河南商水人。大学学历，公共管理硕士学位，中共党员。中华人民共和国政治人物，第二十届中央候补委员。曾任焦作市委书记。现任中国储备粮管理集团有限公司董事、总经理、党组副书记。

## 生平
2002年6月，任郑州市委老干部局副局长；2008年11月，任河南省粮食局副局长； 2016年9月，任中共平顶山市委常委、组织部长；后升任平顶山市委副书记。2020年1月晋升一级巡视员。
2021年7月，升任中共焦作市委书记。2023年12月，出任中国储备粮管理集团有限公司总经理。